# Joiaqim
Pour les articles homonymes, voir Saint-Joachim et Joiaqim.
Joachim ou Joiaqim, de l'hébreu יהויקים (Yehôyaqîm), né vers 632 av. J.-C., est un roi de Juda. Son nom signifie « YHWH a élevé, a mis debout ». Il est le fils de Josias. Selon le Deuxième Livre des Rois, avant son accession au trône, il portait le nom d'Elyaqîm. Le pharaon a changé son nom.

## Vie et règne
En 609 av. J.-C., les Égyptiens envahissent la Syrie et la Judée pour soutenir le dernier roi assyrien Assur-uballit II qui résiste à Harran contre le babylonien Nabopolassar et ses alliés mèdes. Josias, roi de Juda, tente peut-être de s’opposer à l’avance de l’armée de Nékao II. Il est tué à Megiddo (mai-juin). Les Égyptiens occupent Karkemish.
À la mort de Josias, son fils cadet Joachaz est proclamé roi par l’assemblée du peuple. Trois mois plus tard, il est fait prisonnier par Nékao II, qui impose un tribut à Juda, et établit comme roi son frère Elyaqîm, fils aîné de Josias. Ce dernier change son nom en Joiaqim. Joiaqim reconnaît la souveraineté de l’Égypte et paye le tribut en levant un impôt spécial. Après la victoire de Nabuchodonosor II sur Nékao II à Karkemish (605 av. J.-C.) et de la prise d’Ashkelon (604 av. J.-C.), Joiaqim lui est soumis trois ans.
Après l’échec de la campagne de Nabuchodonosor II contre l’Égypte (601-600 av. J.-C.), Joiaqim refuse de payer tribut à Nabuchodonosor malgré les avertissements du prophète Jérémie. Occupé à réorganiser son armée, le roi de Babylone se contente d’envoyer des bandes de Chaldéens, d'Édomites et d’Ammonites harceler la Judée. En décembre 598 av. J.-C., tandis que Nabuchodonosor marche sur la Judée, Joiaqim meurt, peut-être assassiné. Selon Flavius Josèphe, Nabuchodonosor a tué Joiaquim avec des officiers de haut rang et a ensuite ordonné que son cadavre « soit jeté devant les murs, sans aucun enterrement ».
Il est remplacé par son jeune fils Joachin qui ne règne que trois mois.